# Campionato mondiale di scherma 2001
Il Campionato mondiale di scherma si è svolto a Nîmes in Francia.
Le competizioni sono iniziate il 26 ottobre e sono terminate il 1º novembre 2001.
Sono stati assegnati sei titoli femminili e sei titoli maschili:
- femminile
  - fioretto individuale
  - fioretto a squadre
  - sciabola individuale
  - sciabola a squadre
  - spada individuale
  - spada a squadre
- maschile
  - fioretto individuale
  - fioretto a squadre
  - sciabola individuale
  - sciabola a squadre
  - spada individuale
  - spada a squadre

## Risultati

### Uomini
| Evento                          | Oro                                                                         | Argento                                                                 | Bronzo                                                            |
| Spada                           |                                                                             |                                                                         |                                                                   |
| Spada individuale (dettagli)    | Paolo Milanoli                                                              | Basil Hoffmann                                                          | Fabrice Jeannet Oliver Lücke                                      |
| Spada a squadre (dettagli)      | Ungheria Krisztián Kulcsár Iván Kovács Géza Imre Attila Fekete              | Estonia Kaido Kaaberma Nikolai Novosjolov Sergej Vaht Meelis Loit       | Francia Fabrice Jeannet Hugues Obry Rémy Delhomme Jérôme Jeannet  |
| Fioretto                        |                                                                             |                                                                         |                                                                   |
| Fioretto individuale (dettagli) | Salvatore Sanzo                                                             | Loïc Attely                                                             | Brice Guyart Franck Boidin                                        |
| Fioretto a squadre (dettagli)   | Francia Brice Guyart Loïc Attely Jean-Noël Ferrari Franck Boidin            | Polonia Adam Krzesiński Sławomir Mocek Tomasz Ciepły Piotr Kiełpikowski | Cuba Elvis Gregory Oscar García Raúl Perojo Eddy Patterson        |
| Sciabola                        |                                                                             |                                                                         |                                                                   |
| Sciabola individuale (dettagli) | Stanislav Pozdnjakov                                                        | Julien Pillet                                                           | Mathieu Gourdain Rafał Sznajder                                   |
| Sciabola a squadre (dettagli)   | Russia Stanislav Pozdnjakov Aleksej Frosin Sergej Šarikov Aleksej D'jačenko | Ungheria Domonkos Ferjancsik Kende Fodor Balázs Lengyel Zsolt Nemcsik   | Romania Mihai Covaliu Florian Zalomir Florin Lupeică Dan Găureanu |

### Donne
| Evento                          | Oro                                                                        | Argento                                                                    | Bronzo                                                                 |
| Spada                           |                                                                            |                                                                            |                                                                        |
| Spada individuale (dettagli)    | Claudia Bokel                                                              | Laura Flessel-Colovic                                                      | Maria Isaksson Gianna Hablützel-Bürki                                  |
| Spada a squadre (dettagli)      | Russia Tat'jana Logunova Anna Sivkova Marija Mazina Tat'jana Fachrutdinova | Svizzera Gianna Hablützel-Bürki Sophie Lamon Diana Romagnoli Tabea Steffen | Italia Cristiana Cascioli Margherita Zalaffi Elisa Uga Veronica Rossi  |
| Fioretto                        |                                                                            |                                                                            |                                                                        |
| Fioretto individuale (dettagli) | Valentina Vezzali                                                          | Sabine Bau                                                                 | Roxana Scarlat Ekaterina Juševa                                        |
| Fioretto a squadre (dettagli)   | Italia Giovanna Trillini Valentina Vezzali Diana Bianchedi Frida Scarpa    | Russia Ekaterina Juševa Svetlana Bojko Ol'ga Lobynceva Julija Chakimova    | Stati Uniti Erinn Smart Ann Marsh Iris Zimmermann Felicia Zimmermann   |
| Sciabola                        |                                                                            |                                                                            |                                                                        |
| Sciabola individuale (dettagli) | Anne-Lise Touya                                                            | Ilaria Bianco                                                              | Elena Zhemaeva Gioia Marzocca                                          |
| Sciabola a squadre (dettagli)   | Russia Elena Nečaeva Natal'ja Makeeva Irina Baženova Elizaveta Gorst       | Romania Andrea Pelei Cătălina Gheorghițoaia Irina Draghici                 | Germania Sandra Benad Sabine Thieltges Doren Haentsch Stefanie Kubissa |

## Medagliere
| Posizione | Nazione     |    |    |    | Totale |
| --------- | ----------- | -- | -- | -- | ------ |
| 1         | Italia      | 4  | 1  | 2  | 7      |
| 2         | Russia      | 4  | 1  | 1  | 6      |
| 3         | Francia     | 2  | 3  | 5  | 10     |
| 4         | Germania    | 1  | 1  | 2  | 4      |
| 5         | Ungheria    | 1  | 1  | 1  | 3      |
| 6         | Svizzera    | 0  | 2  | 1  | 3      |
| 7         | Romania     | 0  | 1  | 2  | 3      |
| 8         | Polonia     | 0  | 1  | 1  | 2      |
| 9         | Estonia     | 0  | 1  | 0  | 0      |
| 10        | Azerbaigian | 0  | 0  | 1  | 1      |
| 10        | Cuba        | 0  | 0  | 1  | 1      |
| 10        | Stati Uniti | 0  | 0  | 1  | 1      |
| 10        | Svezia      | 0  | 0  | 1  | 1      |
| Totale    | Totale      | 12 | 12 | 18 | 42     |